# Samuele Longo
Samuele Longo (Valdobbiadene, 12 gennaio 1992) è un calciatore italiano, attaccante svincolato.

## Carriera

### Club

#### Gli inizi
Comincia a giocare nelle file del Quartier del Piave, società di puro settore giovanile, prima di passare al Treviso, giocando la sua prima ed unica stagione negli Allievi nazionali.
Nel luglio 2009, dopo il fallimento del Treviso, passa all'Inter insieme al compagno Mame Thiam. Gioca metà stagione nella Berretti nerazzurra prima di essere ceduto in prestito ai pari età del Piacenza. In Emilia ha l'occasione di essere convocato per due incontri di Serie B senza scendere in campo. All'inizio della stagione 2010-2011 torna ad Appiano Gentile ed effettua la preparazione estiva in prima squadra con cui già si era allenato la stagione precedente, invitato insieme ad altri giovani da José Mourinho. Segna al debutto con la Primavera contro l'Udinese entrando dalla panchina, tuttavia viene impiegato con scarsa continuità e nel gennaio 2011, dopo 11 presenze e 2 reti, passa in prestito al Genoa, dove realizza 3 gol in 9 presenze nella Primavera.

#### Inter
Rientrato in casa nerazzurra nell'estate 2011, è aggregato alla formazione Primavera allenata da Andrea Stramaccioni. Nella stagione regolare del Campionato di categoria segna 8 reti in 21 partite, oltre a 2 marcature nel Torneo di Viareggio e 4 nella NextGen Series: nella finale di questo torneo, realizza il temporaneo vantaggio contro l'Ajax e segna anche un rigore della lotteria conclusiva. Stramaccioni, che all'indomani viene nominato allenatore della prima squadra, fa esordire l'attaccante in Serie A: il 13 maggio 2012, subentra a Poli per l'ultimo quarto d'ora della sfida con la Lazio (terminata 3-1 in favore dei capitolini). A giugno, nella semifinale del Campionato Primavera, segna una tripletta nel 4-3 contro il Milan: va in gol anche nella finalissima, in cui i nerazzurri battono per 3-2 la stessa Lazio, toccando la quota di 20 gol in stagione.
Interamente riscattato dai lombardi, il 9 agosto esordisce nelle coppe continentali giocando contro l'Hajduk Spalato nei preliminari di Europa League.
In quell'anno, nel 2012, è stato inserito nella lista dei migliori calciatori nati dopo il 1991 stilata dalla rivista Don Balón.

#### Espanyol
Il 28 agosto il giocatore passa in prestito secco per una stagione all'Espanyol, militante nella Liga spagnola. Esordisce il 2 settembre successivo, realizzando il primo gol della sua squadra nella sconfitta per 3-2 sul campo del Levante. Il 16 settembre, alla sua seconda presenza con la maglia dell'Espanyol, realizza il suo secondo gol nella Liga spagnola nel 3-3 casalingo contro l'Athletic Bilbao, venendo successivamente espulso per la prima volta in carriera a causa dell'eccessiva esultanza. Il 9 aprile in uno scontro si procura una lussazione alla spalla destra ed è costretto a saltare alcune partite.

#### Hellas Verona e Rayo Vallecano
Dopo essere ritornato all'Inter, il 20 agosto 2013 passa in prestito all'Hellas Verona. Decide di indossare la maglia numero 7. Debutta in Serie A il 3 novembre nella vittoria per 2 a 1 contro il Cagliari. Il 5 dicembre segna il suo primo gol con la squadra veneta, nella partita del quarto turno di Coppa Italia persa per 4-1 sul campo della Sampdoria. Impiegato solo due volte in campionato, a gennaio chiede il trasferimento.
Il 31 gennaio 2014, ultimo giorno di calciomercato, passa in prestito al Rayo Vallecano. Lascia la squadra madrilena a fine stagione, dopo aver disputato 9 partite nella Liga senza realizzare alcuna rete.

#### Cagliari e Frosinone
Il 7 luglio dello stesso anno cambia ancora casacca, tornando in Italia al Cagliari, sempre con la formula del prestito (con diritto di riscatto e contro-riscatto a favore dei nerazzurri). Il 23 agosto 2014 esordisce con la nuova maglia facendo il suo ingresso in campo al posto di Sau all'80º minuto del match valevole per il terzo turno di Coppa Italia contro il Catania. Il 4 dicembre segna le sue prime due reti con la maglia dei rossoblù nella gara di Coppa Italia contro il Modena, partita vinta dai sardi ai calci di rigore per 9-8. Il 23 febbraio 2015 entra al posto di Čop nella partita Cagliari-Inter propiziando il gol dell'1-2.
Segna solo 2 gol in Coppa Italia in 29 partite dell'intera stagione che vede il club sardo retrocedere in B.
Dopo aver fatto ritorno all'Inter, partecipando al ritiro di Brunico e alla tournée in Cina, il 4 agosto 2015 si trasferisce in prestito con diritto di riscatto al Frosinone. In 18 partite di Serie A non segna neanche un gol. Al termine della stagione non riesce ad evitare la retrocessione della squadra ciociara in Serie B, tornando ancora una volta all'Inter.

#### Gli anni in Spagna e il ritorno in Italia
Il 16 luglio 2016, dopo aver rinnovato il contratto con l'Inter fino al 2020, viene ceduto al Girona in prestito gratuito con opzione per la cessione a titolo definitivo. Durante questa stagione riesce ad esprimersi su buoni livelli, risultando decisivo con i suoi gol per la rincorsa alla promozione in Liga, la prima in assoluto nella storia della società. In questa sua esperienza riesce inoltre per la prima volta a raggiungere la doppia cifra di gol in una singola stagione.
Rientrato all'Inter, svolge tutta la preparazione estiva sotto gli occhi dell'allenatore Spalletti, che gli fa giocare anche alcune amichevoli. Il 23 agosto 2017, però, lascia i nerazzurri per andare in prestito nuovamente in Spagna, questa volta al Tenerife, militante in Segunda División. Fa il suo esordio cinque giorni dopo il suo arrivo contro il Barcelona B, venendo inserito a partita in corso per sostituire l'infortunato Juan Villar e riuscendo a segnare il definitivo 3-0 per la sua squadra. Il 17 febbraio 2018 contro l'Alcorcòn sigla il gol che lo porta in doppia cifra per il secondo anno consecutivo, confermando una discreta vena realizzativa nel campionato cadetto spagnolo. Nell'ultima parte di campionato un infortunio non gli permette di migliorare le 12 marcature stagionali messe a segno la stagione passata con il Girona, chiudendo con un tranquillo 11º posto in campionato e con 24 presenze e 12 reti.
Torna nuovamente all'Inter, che il 5 luglio 2018 lo invia in prestito all'Huesca, società neopromossa in Primera División, facendo così, a distanza di 5 stagioni, ritorno nella massima serie. Debutta nella prima giornata di campionato contro l'Eibar, fornendo l'assist per il definitivo 2-1. In 15 partite di campionato mette a segno l'unica rete il 16 dicembre nel 2-2 interno contro il Villarreal.
Il 30 gennaio 2019 fa ritorno in Italia venendo ceduto in prestito alla Cremonese in Serie B; ha modo di giocare solo 4 incontri di cui solo il primo da titolare. A fine stagione torna all'Inter e, prendendo parte al ritiro di Lugano e alla tournée asiatica dei nerazzurri, ha modo di giocare da titolare le amichevoli estive facendo vincere l'International Super Cup contro il PSG grazie a un suo gol nel finale.
Il 16 agosto dello stesso anno viene ceduto al Deportivo La Coruña in prestito con obbligo di riscatto. Dopo 15 presenze totali e 1 gol segnato in Coppa di Spagna, il 31 gennaio 2020 torna in Italia, questa volta in prestito al Venezia in Serie B. Il 15 febbraio segna il primo gol nel campionato italiano - e il quarto in assoluto contando i tre realizzati in Coppa Italia con Verona e Cagliari - trasformando un calcio di rigore nel 2-2 contro la Virtus Entella; si ripete poi su azione nell'1-2 contro il Pisa e nell'1-1 con il Cosenza. Mette insieme quindi 17 presenze e 4 gol prima di tornare all’Inter.

#### Vicenza e prestito al Modena
Il 5 ottobre 2020, firmando un contratto triennale, passa al L.R. Vicenza a titolo definitivo per 400.000 euro, ossia l'equivalente del cartellino, lasciando così l'Inter dopo nove stagioni in prestito tra Italia e Spagna. Segna il suo primo gol il 28 novembre in Empoli-Vicenza 2-2. Saranno 3 i gol segnati in 24 partite e in questa stagione ha modo di superare le 200 presenze con i club.
Il 31 gennaio 2022 passa in prestito al Modena in Serie C partecipando alla cavalcata per la promozione in Serie B pur senza segnare alcun gol.

#### Gli ultimi anni all'estero
Il 3 agosto 2022, viene ceduto a titolo definitivo al Dordrecht, club della seconda serie olandese, cambiando casacca per la quindicesima volta in carriera.
Terminata l'esperienza olandese, il 27 luglio 2023 si accasa da svincolato al P.A.S. Lamia, club militante nella massima serie greca.
Il 30 gennaio 2024, torna in Spagna, firmando per la Ponferradina, club di terza serie.

#### Milan Futuro
Il 7 agosto 2024, viene ufficialmente ingaggiato a parametro zero dal Milan Futuro, neonata seconda squadra del Milan, militante in Serie C; va quindi ad occupare uno degli slot da fuori-quota della formazione. Segna il suo primo gol alla nona presenza, il 10 novembre nel 2-2 con l’Arezzo.

#### Ritorno in Spagna
Il 29 gennaio 2025, risolve consensualmente il proprio contratto con il Milan Futuro, e si trasferisce di nuovo in Spagna, questa volta all'Antequera, militante nella terza serie iberica, con cui firma un contratto fino al termine della stagione, con opzione per un'altra annata.

### Nazionale
Debutta nelle nazionali giovanili con l'under-19 dove conta una sola presenza, poiché poco tempo dopo viene convocato nella nazionale under-20 da Luigi Di Biagio, con la quale realizza 2 gol in 6 partite.
Il 25 aprile 2012 l'allenatore della rappresentativa under-21 Ciro Ferrara lo convoca e lo fa debuttare nella partita amichevole contro la Scozia; entrato a poco meno di dieci minuti dal termine, ha il tempo di siglare il suo primo gol con la maggiore selezione giovanile. Il 6 settembre gioca la gara valida per le qualificazioni agli Europei U-21 2013, nel 7-0 con cui gli azzurri sconfiggono il Liechtenstein. Il 13 novembre gioca la amichevole disputata a Siena dalla Nazionale under-21 di calcio dell'Italia contro la Spagna, entrando al primo minuto della ripresa e segnando il gol del momentaneo 1-2. Si ripete il 9 settembre 2014, segnando il gol del 6-1 nella gara delle qualificazioni europee contro Cipro under 21 (gara poi terminata 7-1 per gli azzurrini) e il seguente 14 ottobre, nella vittoria per 3-1 contro i pari età della Slovacchia, pur giocando solamente gli ultimi tredici minuti.

## Statistiche

### Presenze e reti nei club
Statistiche aggiornate al 27 aprile 2025.
| Stagione        | Squadra             | Campionato      | Campionato | Campionato | Coppe nazionali | Coppe nazionali | Coppe nazionali | Coppe continentali | Coppe continentali | Coppe continentali | Altre coppe | Altre coppe | Altre coppe | Totale | Totale |
| Stagione        | Squadra             | Comp            | Pres       | Reti       | Comp            | Pres            | Reti            | Comp               | Pres               | Reti               | Comp        | Pres        | Reti        | Pres   | Reti   |
| --------------- | ------------------- | --------------- | ---------- | ---------- | --------------- | --------------- | --------------- | ------------------ | ------------------ | ------------------ | ----------- | ----------- | ----------- | ------ | ------ |
| 2011-2012       | Inter               | A               | 1          | 0          | CI              | 0               | 0               | UCL                | 0                  | 0                  | SI          | 0           | 0           | 1      | 0      |
| ago. 2012       | Inter               | A               | 0          | 0          | CI              | 0               | 0               | UEL                | 1                  | 0                  | -           | -           | -           | 1      | 0      |
| Totale Inter    | Totale Inter        | Totale Inter    | 1          | 0          |                 | 0               | 0               |                    | 1                  | 0                  |             | 0           | 0           | 2      | 0      |
| 2012-2013       | Espanyol            | PD              | 18         | 3          | CR              | 2               | 0               | -                  | -                  | -                  | -           | -           | -           | 20     | 3      |
| 2013-gen. 2014  | H.Verona            | A               | 2          | 0          | CI              | 1               | 1               | -                  | -                  | -                  | -           | -           | -           | 3      | 1      |
| gen.-giu. 2014  | Rayo Vallecano      | PD              | 9          | 0          | CR              | 0               | 0               | -                  | -                  | -                  | -           | -           | -           | 9      | 0      |
| 2014-2015       | Cagliari            | A               | 27         | 0          | CI              | 2               | 2               | -                  | -                  | -                  | -           | -           | -           | 29     | 2      |
| 2015-2016       | Frosinone           | A               | 18         | 0          | CI              | 1               | 0               | -                  | -                  | -                  | -           | -           | -           | 19     | 0      |
| 2016-2017       | Girona              | SD              | 34         | 14         | CR              | 1               | 0               | -                  | -                  | -                  | -           | -           | -           | 35     | 14     |
| 2017-2018       | Tenerife            | SD              | 22         | 12         | CR              | 2               | 0               | -                  | -                  | -                  | -           | -           | -           | 24     | 12     |
| 2018-2019       | Huesca              | PD              | 15         | 1          | CR              | 2               | 0               | -                  | -                  | -                  | -           | -           | -           | 17     | 1      |
| gen.-giu. 2019  | Cremonese           | B               | 4          | 0          | CI              | 0               | 0               | -                  | -                  | -                  | -           | -           | -           | 4      | 0      |
| 2019-gen. 2020  | Deportivo La Coruña | SD              | 13         | 0          | CR              | 2               | 1               | -                  | -                  | -                  | -           | -           | -           | 15     | 1      |
| gen.-giu. 2020  | Venezia             | B               | 17         | 4          | CI              | -               | -               | -                  | -                  | -                  | -           | -           | -           | 17     | 4      |
| 2020-2021       | Vicenza             | B               | 23         | 3          | CI              | 1               | 0               | -                  | -                  | -                  | -           | -           | -           | 24     | 3      |
| 2021-gen. 2022  | Vicenza             | B               | 9          | 1          | CI              | 0               | 0               | -                  | -                  | -                  | -           | -           | -           | 9      | 1      |
| Totale Vicenza  | Totale Vicenza      | Totale Vicenza  | 32         | 4          |                 | 1               | 0               |                    | -                  | -                  |             | -           | -           | 33     | 4      |
| gen.-giu. 2022  | Modena              | C               | 10         | 0          | CI-C            | -               | -               | -                  | -                  | -                  | -           | -           | -           | 10     | 0      |
| 2022-2023       | Dordrecht           | EED             | 36         | 12         | CO              | 1               | 0               | -                  | -                  | -                  | -           | -           | -           | 37     | 12     |
| 2023-gen. 2024  | PAS Lamia           | SL              | 11         | 1          | CG              | 1               | 0               | -                  | -                  | -                  | -           | -           | -           | 12     | 1      |
| feb.-giu. 2024  | Ponferradina        | PF              | 17         | 2          | CR              | -               | -               | -                  | -                  | -                  | -           | -           | -           | 17     | 2      |
| 2024-gen. 2025  | Milan Futuro        | C               | 18         | 2          | CI-C            | 2               | 0               | -                  | -                  | -                  | -           | -           | -           | 20     | 2      |
| gen.-giu. 2025  | Antequera           | PF              | 11         | 4          | -               | -               | -               | -                  | -                  | -                  | -           | -           | -           | 11     | 4      |
| Totale carriera | Totale carriera     | Totale carriera | 315        | 59         |                 | 18              | 4               |                    | 1                  | 0                  |             | 0           | 0           | 334    | 63     |

### Cronologia presenze e reti in nazionale
| Cronologia completa delle presenze e delle reti in nazionale ― Italia under 21 | Cronologia completa delle presenze e delle reti in nazionale ― Italia under 21 | Cronologia completa delle presenze e delle reti in nazionale ― Italia under 21 | Cronologia completa delle presenze e delle reti in nazionale ― Italia under 21 | Cronologia completa delle presenze e delle reti in nazionale ― Italia under 21 | Cronologia completa delle presenze e delle reti in nazionale ― Italia under 21 | Cronologia completa delle presenze e delle reti in nazionale ― Italia under 21 | Cronologia completa delle presenze e delle reti in nazionale ― Italia under 21 |
| Data                                                                           | Città                                                                          | In casa                                                                        | Risultato                                                                      | Ospiti                                                                         | Competizione                                                                   | Reti                                                                           | Note                                                                           |
| ------------------------------------------------------------------------------ | ------------------------------------------------------------------------------ | ------------------------------------------------------------------------------ | ------------------------------------------------------------------------------ | ------------------------------------------------------------------------------ | ------------------------------------------------------------------------------ | ------------------------------------------------------------------------------ | ------------------------------------------------------------------------------ |
| 25-4-2012                                                                      | Edimburgo                                                                      | Scozia under 21                                                                | 1 – 4                                                                          | Italia under 21                                                                | Amichevole                                                                     | 1                                                                              | 76’                                                                            |
| 15-8-2012                                                                      | Leeuwarden                                                                     | Paesi Bassi under 21                                                           | 0 – 3                                                                          | Italia under 21                                                                | Amichevole                                                                     | -                                                                              | 62’                                                                            |
| 6-9-2012                                                                       | Casarano                                                                       | Italia under 21                                                                | 7 – 0                                                                          | Liechtenstein under 21                                                         | Qual. Europeo Under-21 2013                                                    | -                                                                              |                                                                                |
| 13-11-2012                                                                     | Siena                                                                          | Italia under 21                                                                | 1 – 3                                                                          | Spagna under 21                                                                | Amichevole                                                                     | 1                                                                              | 46’                                                                            |
| 6-2-2013                                                                       | Andria                                                                         | Italia under 21                                                                | 1 – 0                                                                          | Germania under 21                                                              | Amichevole                                                                     | -                                                                              | 76’                                                                            |
| 22-3-2013                                                                      | Cittadella                                                                     | Italia under 21                                                                | 2 – 0                                                                          | Russia under 21                                                                | Amichevole                                                                     | -                                                                              | 85’                                                                            |
| 25-3-2013                                                                      | Bassano del Grappa                                                             | Italia under 21                                                                | 1 – 0                                                                          | Ucraina under 21                                                               | Amichevole                                                                     | -                                                                              | 46’                                                                            |
| 14-8-2013                                                                      | Senec                                                                          | Slovacchia under 21                                                            | 1 – 4                                                                          | Italia under 21                                                                | Amichevole                                                                     | -                                                                              | 46’                                                                            |
| 5-9-2013                                                                       | Rieti                                                                          | Italia under 21                                                                | 1 – 3                                                                          | Belgio under 21                                                                | Qual. Europeo Under-21 2015                                                    | -                                                                              | 64’                                                                            |
| 9-9-2013                                                                       | Nicosia                                                                        | Cipro under 21                                                                 | 0 – 2                                                                          | Italia under 21                                                                | Qual. Europeo Under-21 2015                                                    | -                                                                              |                                                                                |
| 14-10-2013                                                                     | Genk                                                                           | Belgio under 21                                                                | 0 – 1                                                                          | Italia under 21                                                                | Qual. Europeo Under-21 2015                                                    | -                                                                              | 74’                                                                            |
| 13-8-2014                                                                      | Ploiești                                                                       | Romania under 21                                                               | 2 – 1                                                                          | Italia under 21                                                                | Amichevole                                                                     | -                                                                              | 46’                                                                            |
| 5-9-2014                                                                       | Pescara                                                                        | Italia under 21                                                                | 3 – 2                                                                          | Serbia under 21                                                                | Qual. Europeo Under-21 2015                                                    | -                                                                              | 65’                                                                            |
| 9-9-2014                                                                       | Castel di Sangro                                                               | Italia under 21                                                                | 7 – 1                                                                          | Cipro under 21                                                                 | Qual. Europeo Under-21 2015                                                    | 1                                                                              | 64’                                                                            |
| 10-10-2014                                                                     | Zlaté Moravce                                                                  | Slovacchia under 21                                                            | 1 – 1                                                                          | Italia under 21                                                                | Qual. Europeo Under-21 2015                                                    | -                                                                              | 88’                                                                            |
| 14-10-2014                                                                     | Reggio Emilia                                                                  | Italia under 21                                                                | 3 – 1                                                                          | Slovacchia under 21                                                            | Qual. Europeo Under-21 2015                                                    | 1                                                                              | 77’                                                                            |
| 17-11-2014                                                                     | Matera                                                                         | Italia under 21                                                                | 0 – 1                                                                          | Danimarca under 21                                                             | Amichevole                                                                     | -                                                                              | 59’                                                                            |
| Totale                                                                         |                                                                                | Presenze                                                                       | 17                                                                             |                                                                                | Reti                                                                           | 4                                                                              |                                                                                |

| Cronologia completa delle presenze e delle reti in nazionale ― Italia under 20 | Cronologia completa delle presenze e delle reti in nazionale ― Italia under 20 | Cronologia completa delle presenze e delle reti in nazionale ― Italia under 20 | Cronologia completa delle presenze e delle reti in nazionale ― Italia under 20 | Cronologia completa delle presenze e delle reti in nazionale ― Italia under 20 | Cronologia completa delle presenze e delle reti in nazionale ― Italia under 20 | Cronologia completa delle presenze e delle reti in nazionale ― Italia under 20 | Cronologia completa delle presenze e delle reti in nazionale ― Italia under 20 |
| Data                                                                           | Città                                                                          | In casa                                                                        | Risultato                                                                      | Ospiti                                                                         | Competizione                                                                   | Reti                                                                           | Note                                                                           |
| ------------------------------------------------------------------------------ | ------------------------------------------------------------------------------ | ------------------------------------------------------------------------------ | ------------------------------------------------------------------------------ | ------------------------------------------------------------------------------ | ------------------------------------------------------------------------------ | ------------------------------------------------------------------------------ | ------------------------------------------------------------------------------ |
| 31-8-2011                                                                      | Montreux                                                                       | Svizzera under 20                                                              | 3 – 2                                                                          | Italia under 20                                                                | Torneo Quattro Nazioni                                                         | 1                                                                              | 61’ Referto                                                                    |
| 7-9-2011                                                                       | Częstochowa                                                                    | Polonia under 20                                                               | 1 – 2                                                                          | Italia under 20                                                                | Torneo Quattro Nazioni                                                         | -                                                                              | 65’ Referto                                                                    |
| 5-10-2011                                                                      | Reutlingen                                                                     | Germania under 20                                                              | 3 – 2                                                                          | Italia under 20                                                                | Torneo Quattro Nazioni                                                         | -                                                                              | 68’ Referto                                                                    |
| 12-10-2011                                                                     | Monfalcone                                                                     | Italia under 20                                                                | 3 – 1                                                                          | Polonia under 20                                                               | Torneo Quattro Nazioni                                                         | -                                                                              | 46’ Referto                                                                    |
| 29-2-2012                                                                      | Foggia                                                                         | Italia under 20                                                                | 4 – 3                                                                          | Germania under 20                                                              | Torneo Quattro Nazioni                                                         | 1                                                                              | 46’ Referto                                                                    |
| Totale                                                                         |                                                                                | Presenze                                                                       | 5                                                                              |                                                                                | Reti                                                                           | 2                                                                              |                                                                                |

| Cronologia completa delle presenze e delle reti in nazionale ― Italia under 19 | Cronologia completa delle presenze e delle reti in nazionale ― Italia under 19 | Cronologia completa delle presenze e delle reti in nazionale ― Italia under 19 | Cronologia completa delle presenze e delle reti in nazionale ― Italia under 19 | Cronologia completa delle presenze e delle reti in nazionale ― Italia under 19 | Cronologia completa delle presenze e delle reti in nazionale ― Italia under 19 | Cronologia completa delle presenze e delle reti in nazionale ― Italia under 19 | Cronologia completa delle presenze e delle reti in nazionale ― Italia under 19 |
| Data                                                                           | Città                                                                          | In casa                                                                        | Risultato                                                                      | Ospiti                                                                         | Competizione                                                                   | Reti                                                                           | Note                                                                           |
| ------------------------------------------------------------------------------ | ------------------------------------------------------------------------------ | ------------------------------------------------------------------------------ | ------------------------------------------------------------------------------ | ------------------------------------------------------------------------------ | ------------------------------------------------------------------------------ | ------------------------------------------------------------------------------ | ------------------------------------------------------------------------------ |
| 19-4-2011                                                                      | Praga                                                                          | Rep. Ceca under 19                                                             | 2 – 3                                                                          | Italia under 19                                                                | Amichevole                                                                     | -                                                                              | 80’ Referto                                                                    |
| Totale                                                                         |                                                                                | Presenze                                                                       | 1                                                                              |                                                                                | Reti                                                                           | 0                                                                              |                                                                                |

## Palmarès

### Club

#### Competizioni giovanili
- NextGen Series: 1

Inter: 2011-2012
- Campionato Primavera: 1

Inter: 2011-2012

#### Competizioni nazionali
- Campionato italiano Serie C: 1

Modena: 2021-2022 (girone B)
- Supercoppa Serie C: 1

Modena: 2022

### Individuale
- Capocannoniere del Campionato Primavera: 1

2011-2012 (18 gol)
- Miglior giocatore del Campionato Primavera: 1

2011-2012